# North American YF-93
El North American YF-93 fue un caza estadounidense desarrollado desde el F-86 Sabre, que surgió como una variante radicalmente diferente, que recibió su propia designación. Dos aparatos fueron construidos y volados antes de que el proyecto fuera finalmente cancelado. 

## Diseño y desarrollo

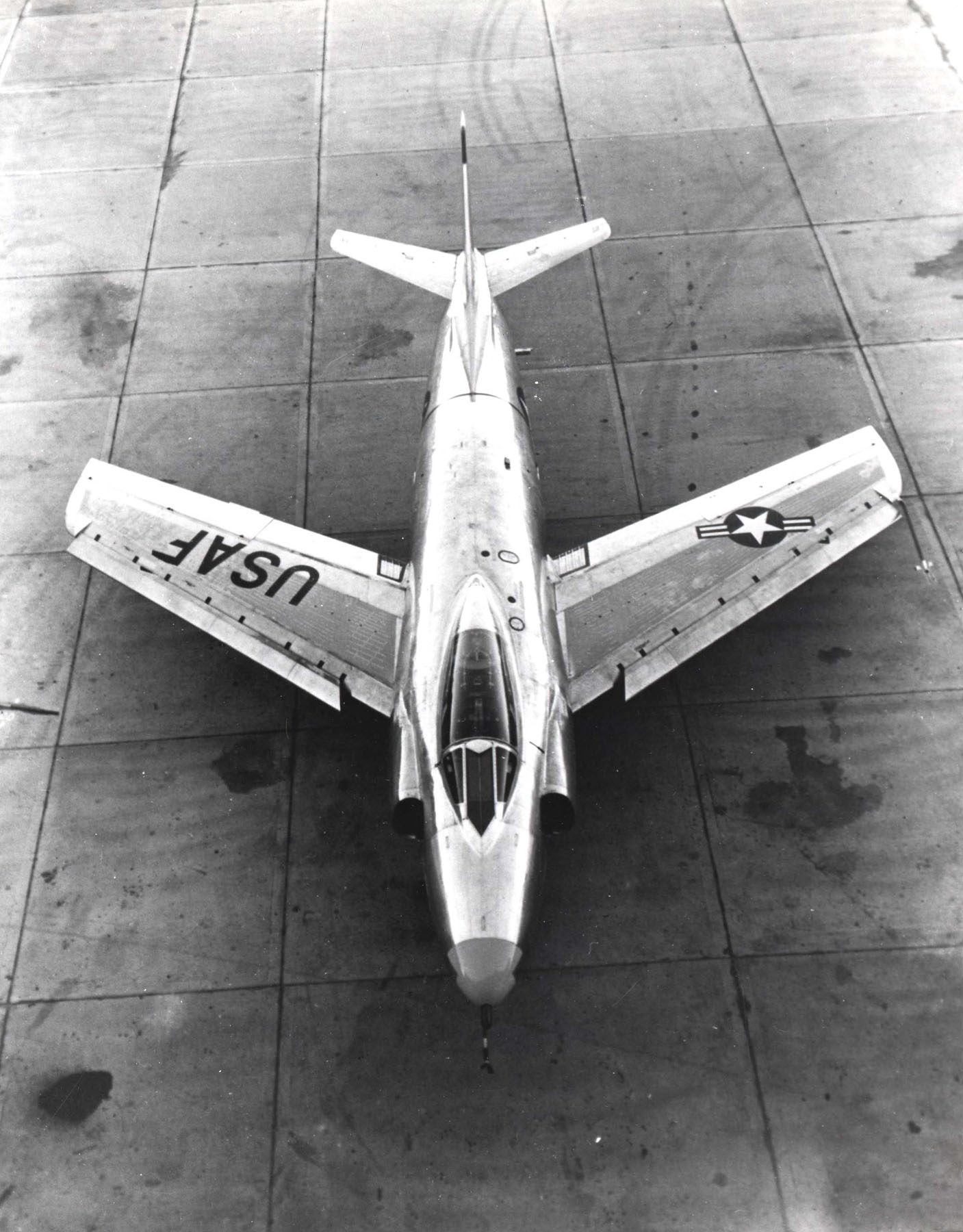
Vista superior del segundo YF-93.

En 1947, North American Aviation comenzó un estudio de diseño, el NA-157, para crear un verdadero "caza de penetración" y cubrir los requerimientos de una versión de largo alcance de su F-86A Sabre. Para acomodar más combustible, se pensó en un F-86A mucho mayor, finalmente capaz de llevar 7420 l, tanto internamente como en dos depósitos subalares lanzables de 760 l. La nueva variante poseía un alcance teórico sin repostar de más de 3700 km, el doble que el de un F-86A de producción estándar. El caza resultante, designado originalmente F-86C, estaba destinado a competir contra el XF-88 Voodoo y el Lockheed XF-90 para cubrir el requerimiento de Caza de Penetración de la USAF como escolta de bombarderos.
El F-86C era mucho mayor y más pesado, pesando 4830 kg más que su antecedente. El peso y perímetro aumentados necesitaban un tren principal de dos ruedas, área alar aumentada y un motor más potente, el Pratt & Whitney J48 de 27,8 kN (6250 lbf) de empuje estático y 38,9 kN (8750 lbf) de empuje disponible con poscombustión. Con el radar de búsqueda SCR-720 y seis cañones de 20 mm montados en el morro, donde estaba la toma de aire del F-86A, los ingenieros diseñaron un nuevo juego de tomas NACA enrasadas. También se incorporó una "cintura de avispa" en el fuselaje.
En diciembre de 1947, la Fuerza Aérea ordenó dos prototipos NA-157 y, considerando los muchos cambios respecto del F-86, los redesignó YF-93A. El primer prototipo fue construido con las tomas NACA; el segundo avión tenía unas tomas más convencionales. Seis meses más tarde, el contrato inicial fue seguido por una orden de 118 F-93A-NA. En 1949, la orden de producción fue abruptamente cancelada ya que las prioridades habían cambiado dramáticamente tras las pruebas del innovador Boeing B-47, que reputadamente no necesitaría una escolta debido a sus capacidades de alta velocidad. Estando a punto de salir los prototipos YF-93A de la línea de montaje, la USAF se hizo cargo del proyecto.

## Historia operacional

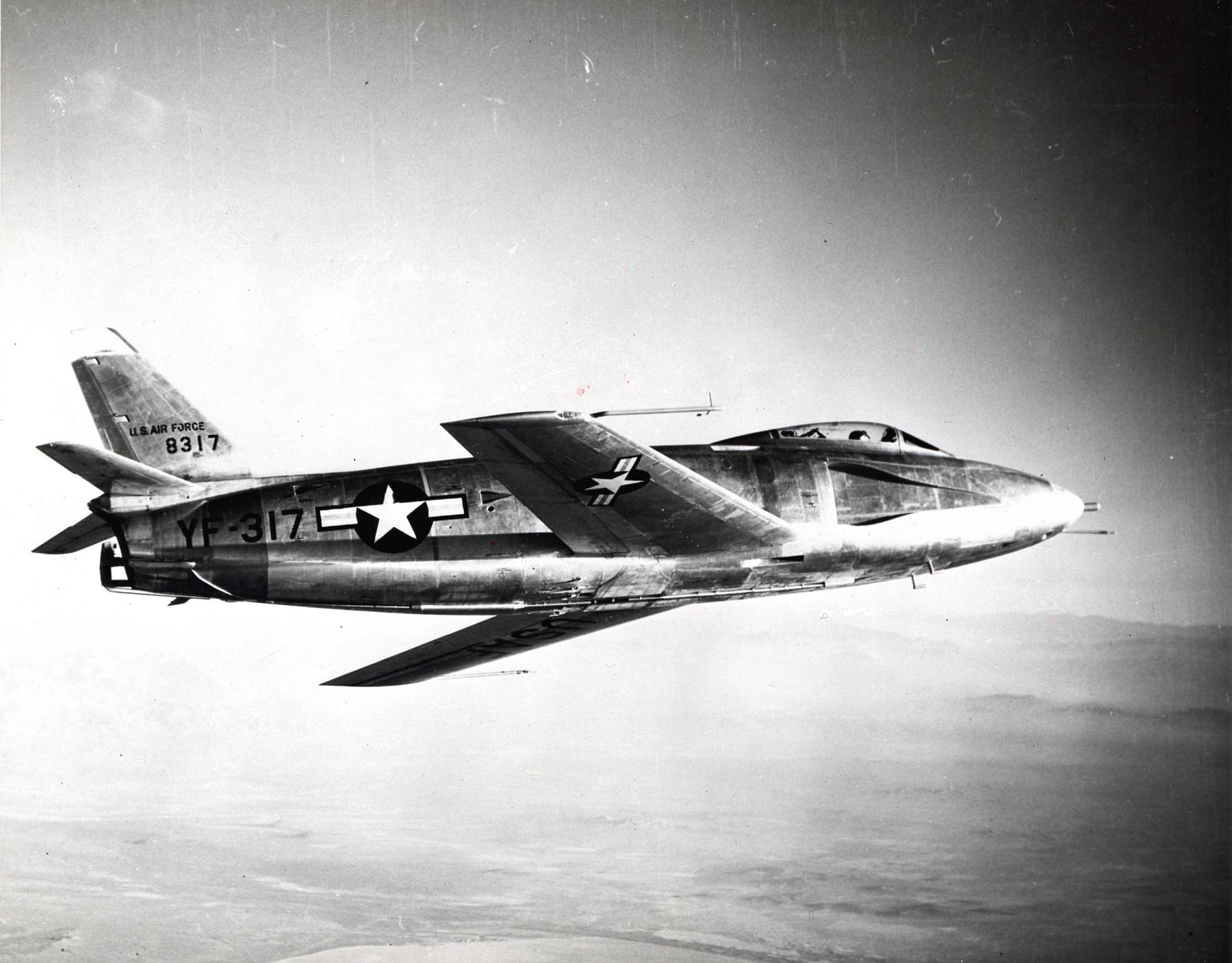
El primer YF-93 en vuelo.

Los prototipos, números de serie 48-317 y -318, comenzaron las pruebas de vuelo en 1950 y entraron en una eliminatoria contra otros proyectos de cazas de penetración, el XF-88 y el XF-90; el primero fue declarado ganador. Ninguno de los proyectos sería ordenado. Los YF-93A fueron devueltos a las instalaciones AMES del Comité Asesor Nacional para la Aeronáutica (NACA) para realizar más pruebas antes de ser utilizados como aviones de seguimiento hasta 1956. El vuelo con las tomas NACA se probó problemático a altos ángulos de ataque, restringiendo el flujo de aire a los motores. Por esta época, sin embargo, estaban disponibles aviones de mayores prestaciones y ambos aparatos fueron finalmente declarados excedentes y desguazados.

## Variantes
F-86C
Designación original para una variante remotorizada del F-86A, dos construidos.
YF-93A
Redesignación de los dos prototipos F-86C.
F-93A
Variante de producción, orden cancelada de 118 unidades.

## Operadores
Estados Unidos
- Fuerza Aérea de los Estados Unidos

## Especificaciones (YF-93A)
Referencia datos: The American Fighter

### Características generales
- Tripulación: Uno (piloto)
- Longitud: 13,4 m (44,1 ft)
- Envergadura: 11,8 m (38,7 ft)
- Altura: 4,8 m (15,7 ft)
- Superficie alar: 28,4 m² (305,7 ft²)
- Peso vacío: 6366 kg (14 030,7 lb)
- Peso cargado: 9802 kg (21 603,6 lb)
- Peso máximo al despegue: 12 027 kg (26 507,5 lb)
- Planta motriz: 1× turborreactor Pratt & Whitney J48-P-6.
  - Empuje normal: 27 kN (2753 kgf; 6070 lbf) de empuje.
  - Empuje con postquemador: 38,9 kN (3967 kgf; 8745 lbf) de empuje.

### Rendimiento
- Velocidad nunca excedida (Vne): 1139 km/h (708 MPH; 615 kt) a nivel del mar, 1001 km/h a 11 000 m (35 000 pies)
- Velocidad máxima operativa (Vno): 859 km/h (534 MPH; 464 kt)
- Alcance: 3166 km (1710 nmi; 1967 mi)
- Techo de vuelo: 14 300 m (46 916 ft)
- Régimen de ascenso: 60,8 m/s (11 968 ft/min)

### Armamento
- Cañones: 

  - 6x M24 de 20 mm (propuesto, no instalado en los prototipos)

## Aeronaves relacionadas

### Desarrollos relacionados
- F-86 Sabre

### Secuencias de designación
- Secuencia NA-_ (interna de North American): ← NA-154 - NA-155 - NA-156 - NA-157 - NA-158 - NA-159 - NA-160 -- NA-163 - NA-164 - NA-165 - NA-166 - NA-167 - NA-168 - NA-169 →
- Secuencia F-_ (Cazas (Fighter) del USAAC/USAAF/USAF, 1924-1962): ← P-90/F-90 - P-91/F-91 - P-92/F-92 - F-93 - F-94 - F-95 - F-96 →